# Jacob K. Javits Federal Building
El Jacob K. Javits Federal Office Building es un edificio del gobierno federal situado en 26 Federal Plaza en Foley Square en el barrio del Civic Center Manhattan, Nueva York. Con más de 41 pisos, alberga muchas agencias gubernamentales y es el edificio federal más alto de Estados Unidos. Fue construido entre 1963 y 1969 y fue diseñado por Alfred Easton Poor y Kahn & Jacobs, con Eggers & Higgins como arquitectos asociados. Una adición occidental, anunciada por primera vez en "terrenos adquiridos inadvertidamente" en 1965, fue construida entre 1975 y 1977 y fue diseñada por Kahn & Jacobs, The Eggers Partnership y Poor & Swanke. El edificio lleva el nombre de Jacob K.Javits, quien se desempeñó como senador de Estados Unidos por Nueva York durante 24 años, desde 1957 hasta 1981.
El edificio está bajo la jurisdicción del Servicio de Protección Federal de Estados Unidos para todos y cada uno de los asuntos relacionados con la aplicación de la ley y la protección. Al este del edificio principal se encuentra el edificio de la Corte de Comercio Internacional James L. Watson.

## Ocupantes
Las agencias ubicadas en el edificio incluyen el Departamento de Seguridad Nacional, la Administración del Seguro Social y la Administración de Servicios Generales. La oficina del distrito de Nueva York de los Servicios de Ciudadanía e Inmigración de Estados Unidos. En Nueva York está en el séptimo piso, la oficina de campo de Brooklyn está en el octavo piso y la oficina de Queens está en el noveno piso. La Oficina Federal de Investigaciones de Nueva York 's oficina de campo se encuentra en el piso 23.

## Obras de arte
Se desarrolló una controversia sobre la obra de arte de Richard Serra encargada para la plaza frente al edificio, Tilted Arc. Encargado en 1979 y construido en 1981, fue criticado tanto por sus valores estéticos como por razones de seguridad. Fue retirado en 1989, lo que resultó en una demanda y un juicio. La pieza permanece almacenada, ya que la obra de arte era específica del sitio y el artista no quiere que se muestre en ningún otro lugar. La deportación y el juicio dieron lugar a la creación de la Visual Artists Rights Act de 1990. 
Después de la eliminación de Tilted Arc, la paisajista Martha Schwartz rediseñó la plaza. Otras obras de arte relacionadas con la construcción incluyen A Study in Five Planes / Peace (1965) de Alexander Calder y Manhattan Sentinels (1996) de Beverly Pepper. En el James L. Watson Court of International Trade se pueden encontrar Metropolis (1967) de Seymour Fogel y Eagle / Justice Above All Else (1970) de Theodore Roszak. 